# Seznam kardinálů jmenovaných Piem XII.
Papež Pius XII. za svůj pontifikát jmenoval celkem 56 kardinálů. Vysvětlení: informace uvedené za pomlčkou jsou tituly nebo funkce, které jim patřily v době jmenování.

## Konzistoř 18. února 1946
1. Krikor Bédros XV. Agagianian – Patriarcha Cilicijský
2. John Joseph Glennon – Arcibiskup St. Louis
3. Benedetto Aloisi Masella – Titulární arcibiskup Cesarea in Mauretania
4. Clemente Micara – Titulární arcibiskup Apamea in Syria
5. Adam Stefan Sapieha – Arcibiskup krakovský
6. Edward Aloysius Mooney – Arcibiskup Detroitu
7. Jules-Géraud Saliège – Arcibiskup toulouský
8. James Charles McGuigan – Arcibiskup Toronta
9. Samuel Alphonse Stritch – Arcibiskup Chicaga
10. Agustín Parrado García – Arcibiskup Granady
11. Clément-Émile Roques – Arcibiskup Rennes
12. Jan de Jong – Arcibiskup – Utrechtu
13. Carlos Carmelo de Vasconcelos Motta – Arcibiskup São Paula
14. Pierre Petit de Julleville – Arcibiskup Rouenu
15. Norman Thomas Gilroy – Arcibiskup Sydney
16. Francis Joseph Spellman – Arcibiskup New Yorku
17. José María Caro Rodríguez – Arcibiskup Santiaga
18. Teódosio Clemente de Gouveia – Arcibiskup Lourenço Marques
19. Jaime de Barros Câmara – Arcibiskup São Sebastião do Rio de Janeiro
20. Enrique Pla y Deniel – Arcibiskup Toleda
21. Manuel Arteaga y Betancourt – Arcibiskup Havany
22. Joseph Frings – Arcibiskup kolínský
23. Juan Gualberto Guevara – Arcibiskup Limy
24. Bernard William Griffin – Arcibiskup Westminsteru
25. Manuel Arce y Ochotorena – Arcibiskup tarragonský
26. József Mindszenty – Arcibiskup ostřihomský
27. Ernesto Ruffini – Arcibiskup Palerma
28. Konrad von Preysing Lichtenegg-Moos – Biskup Berlína
29. bl. Clemens August von Galen – Biskup Münsteru
30. Antonio Caggiano – Arcibiskup Buenos Aires
31. Thomas Tien-ken-sin, S.V.D. – Apoštolský vikář Qingdao
32. Giuseppe Bruno – Sekretář Papežské komise po autentickou interpretaci Kodexu kanonického práva

## Konzistoř 12. ledna 1953
1. Celso Benigno Luigi Costantini – Titulární arcibiskup Theodosiopolis in Arcadia
2. Augusto Álvaro da Silva – Arcibiskup São Salvador da Bahia
3. Gaetano Cicognani – Titulární arcibiskup Ancyry
4. sv. Angelo Roncalli – Později papež Jan XXIII.
5. Valerio Valeri – Titulární arcibiskup Ephesus
6. Pietro Ciriaci – Titulární arcibiskup Tarsus
7. Francesco Borgongini Duca – Titulární arcibiskup Heraclea in Europa
8. Maurice Feltin – Arcibiskup pařížský
9. Marcello Mimmi – Arcibiskup Neapole
10. Carlos María Javier de la Torre – Arcibiskup Quita
11. bl. Aloysius Stepinac – Arcibiskup Záhřeba
12. Georges-François-Xavier-Marie Grente – Arcibiskup-biskup Le Mans
13. Giuseppe Siri – Arcibiskup Janova
14. John Francis d’Alton – Arcibiskup Armaghu
15. James Francis McIntyre – Arcibiskup Los Angeles
16. Giacomo Lercaro – Arcibiskup Bologne
17. bl. Stefan Wyszyński – Arcibiskup Hnězdna
18. Benjamin de Arriba y Castro – Arcibiskup Tarragony
19. Fernando Quiroga y Palacios – Arcibiskup Santiago de Compostela
20. Paul-Émile Léger – Arcibiskup Montréalu
21. Crisanto Luque Sánchez – Arcibiskup Bogoty
22. Valerian Gracia – Arcibiskup Bombaje
23. Joseph Wendel – Arcibiskup München und Freisingu
24. Alfredo Ottaviani – Posuzovatel Nejvyšší Kongregace Svatého oficia + 1962 jmenován titulárním arcibiskupem Berrhœa